# Indizienprozess
Ein Indizienprozess ist ein Strafverfahren ohne Geständnis des Angeklagten und ohne unmittelbare Tatzeugen, in dem das Gericht bei seiner Entscheidungsfindung allein auf Beweisanzeichen angewiesen ist.
Der Bundesgerichtshof beschreibt die Anforderungen an die richterliche Überzeugungsbildung im Zivilprozess gemäß § 286 ZPO aufgrund von Indizien in seiner Anastasia-Entscheidung: „Hauptstück des Indizienbeweises ist also nicht die eigentliche Indizientatsache, sondern der daran anknüpfende weitere Denkprozess, Kraft dessen auf das Gegebensein der rechtserheblichen weiteren Tatsache geschlossen wird.“
In strafprozessualer Hinsicht ergeben sich für eine solche Situation keine Besonderheiten. Es findet eine normale Beweisaufnahme statt, in der sonstige zulässige Beweismittel in den Prozess eingeführt werden. Auf dieser Grundlage kann das Gericht gemäß § 261 StPO zu einer Überzeugung über die Schuld des Angeklagten gelangen.
Liegen mehrere Beweisanzeichen vor, so genügt es allerdings nicht, sie jeweils einzeln abzuhandeln; erforderlich ist vielmehr eine Gesamtwürdigung. Auch wenn keine der jeweiligen Indiztatsachen für sich allein zum Nachweis der Täterschaft des Angeklagten ausreicht, besteht die Möglichkeit, dass sie in ihrer Gesamtheit dem Gericht die erforderliche Überzeugung vermitteln können. Danach ist auch eine Verurteilung bei einem Mord ohne Leiche möglich.
Beruht die Überzeugung des Gerichts auf einer Vielzahl von Indizien, so ist es im Interesse der Verständlichkeit des Urteils dringend angezeigt, diese Indizien nicht in den Feststellungen, sondern ausschließlich im Rahmen der Beweiswürdigung abzuhandeln (§ 267 StPO).